# Hrabstwo Nez Perce
Hrabstwo Nez Perce (ang. Nez Perce County) – hrabstwo w stanie Idaho w Stanach Zjednoczonych. Obszar całkowity hrabstwa obejmuje powierzchnię 856,36 mil² (2217,96 km²). Według szacunków United States Census Bureau w roku 2009 miało 39 211 mieszkańców. Jego siedzibą administracyjną jest Lewiston.
Hrabstwo powstało 4 lutego 1864 r. Nazwa pochodzi od plemienia Indian Nez Percé, którzy zamieszkiwali ten teren przed przybyciem białego człowieka. Jednostka administracyjna Nez Perce była jedną z czterech pierwszych hrabstw stanu Idaho. Powstały z nich później wszystkie 44 hrabstwa.

## Miejscowości
- Culdesac
- Lapwai
- Lewiston
- Sweetwater (CDP)
- Peck